# Hengist-Nunatak
Der Hengist-Nunatak ist ein isolierter und 610 m hoher Nunatak mit abgeflachtem Gipfel im Nordosten der westantarktischen Alexander-I.-Insel. Er ragt 16 km nördlich des Mount Calais oberhalb des Roberts-Piedmont-Gletschers auf.
Erste Luftaufnahmen entstanden 1936 während der British Graham Land Expedition (1934–1937) unter der Leitung des australischen Polarforschers John Rymill. Der Falkland Islands Dependencies Survey nahm 1948 Vermessungen vor. Das UK Antarctic Place-Names Committee benannte ihn 1955 nach Hengist, legendärer angelsächsischer Führer des 5. Jahrhunderts und Gründer des Königreichs Kent.